# Linnéfjella
 (novembre 2020).
Linnéfjella est une chaîne de montagnes norvégienne de la terre de Nordenskiöld au Spitzberg, au Svalbard. La crête s'étend du nord au sud le long de la côte d'Isfjordflya et de Nordenskiöldkysten, au sud-est d'Isfjord radio. La plus petite distance de la montagne à la mer à l'ouest est de 3 kilomètres. À l'est de la crête s'étend la rivière Linnéelva (Linnédalen) qui aboutit dans le lac Linnévannet au nord-est.
C'est un habitat pour les oiseaux des falaises, avec des colonies d'alcidés, de mouettes et de fulmars boréals.
À partir du nord, on compte les sommets de Griegaksla (478 m), Griegfjellet (778 m), Aagaardtoppen (730 m, 631 m), et dans le sud-ouest Solryggen (756 m). Plusieurs cours d'eau partent de la montagne comme Griegbekken qui se jette directement dans l'océan tandis que le Solfonnbekken longe le glacier Solfonna.
Le parc national de Nordenskiöld Land ne comprend que la face sud de Solryggen et l'extrême sud de la chaîne de montagne.
La chaîne de montagne est nommée d'après le botaniste suédois Carl von Linné (1707-1778).
À l'ouest se trouve également la cabane de chasseur de Camp Anthon, inscrite au monument historique, non loin d'Isfjord Radio.